# Индепенденсия (департамент, Чако)
Департамент Индепенденсия  (исп. Departamento de Independencia) — департамент в Аргентине в составе провинции Чако.
Территория — 1871 км². Население — 22411 человек. Плотность населения — 12 чел./км².
Административный центр — Кампо-Ларго.

## География
Департамент расположен в центральной части провинции Чако.
Департамент граничит:
- на севере — с департаментом Майпу
- на востоке — с департаментом Команданте-Фернандес
- на юге — с департаментом О’Хиггинс
- на юго-западе — с департаментом Хенераль-Бельграно
- на северо-западе — c департаментом Альмиранте-Браун

## Административное деление
Департамент включает 3 муниципалитета:
- Кампо-Ларго
- Авиа-Тераи
- Напенай

## Важнейшие населенные пункты[3]
| № | Населённый пункт  | Населённый пункт (исп.) | Категория | Население чел. (2010) | На карте                        |
| - | ----------------- | ----------------------- | --------- | --------------------- | ------------------------------- |
| 1 | Кампо-Ларго       | Campo Largo             | город     | 9069                  | 26°48′06″ ю. ш. 60°50′24″ з. д. |
| 2 | Авиа-Тераи        | Avia Terai              | город     | 6203                  | 26°41′12″ ю. ш. 60°43′41″ з. д. |
| 3 | Напенай           | Napenay                 | город     | 2661                  | 26°43′48″ ю. ш. 60°36′59″ з. д. |
| 4 | Фортин-Лас-Чуньяс | Fortín Las Chuñas       | поселок   | 302                   | 26°53′06″ ю. ш. 60°54′33″ з. д. |